# Concerto voor viool, accordeon en orkest
Anders Koppel componeerde zijn Concerto voor viool, accordeon en orkest in 2001 en bewerkte het in 2006. Koppel schreef meerdere dubbelconcerten, waaronder een voor saxofoon, piano en orkest.
De combinatie viool, accordeon en symfonieorkest lijkt een vreemde binnen de tradities van de klassieke muziek. Men moet echter in ogenschouw nemen, dat de accordeon in de noordelijke landen van Europa een zeer populair instrument is om welke muziek dan ook te spelen. Er geldt daar dan ook een kip-en-eiprobleem; zowel de tango (en andere Zuid-Amerikaanse dansen als de accordeon en zijn variant bandoneon zijn mateloos populair in groot-Scandinavië.
Het concert heeft in dit geval een typische klassieke vierdelige opbouw:
1. Allegro agitato;
2. Larghetto
3. Allegro scherzando
4. Allegro con fuoco

De opening is, hoe kan het ook anders, een tangoachtige melodie, doch deze verdwijnt naar de achtergrond in de loop van het eerste deel. In de andere delen komen tangomelodie of alleen het ritme steeds weer terug. De afwisseling tussen de accordeon- en vioolpartij komt daarbij volledig natuurlijk over; het is na verloop van tijd niet anders dan bij welk klassiek dubbelconcert dan ook. De dissonanten in het slotdeel verraden het tijdperk waarin het geschreven is.

## Orkestratie
- solisten: accordeon, viool
- 2 dwarsfluiten; 1 piccolo, 2 hobo’s, 2 klarinetten, 2 fagotten;
- 4 hoorns, 2 trompetten, 0 trombone, 0 tuba
- pauken en 2x percussie
- strijkinstrumenten

## Discografie
- Uitgave Dacapo: Christina Åstrand (viool), Bjarke Mogensen (accordeon) en het Deens Radio Symfonieorkest onder leiding van John Storgårds.

## bron
- de compact disc
- Wilhelm Hansen voor orkestratie